# Zeestad
Zeestad is een ontwikkelingsmaatschappij die als doel heeft de stedelijke ontwikkeling van Den Helder vorm te geven en uit te voeren. De zelfstandige organisatie heeft als enig aandeelhouder de gemeente Den Helder. Provincie Noord-Holland was tot 2025 ook aandeelhouder.

## Geschiedenis
Zeestad werd in 2007 opgericht door de Stuurgroep Stedelijke Vernieuwing waarin het ministerie van VROM, provincie Noord-Holland en gemeente Den Helder waren verenigd. De organisatie werd opgericht om de stadsvernieuwing te ontwikkelen en uit te voeren op enige afstand van de politiek waardoor een mate van continuïteit gewaarborgd kon worden. Het Uitvoeringsplan Stadshart werd in 2008 samen met West 8 gemaakt en had als doel het centrum van Den Helder te ontwikkelen op het gebied van winkelen, wonen en openbare ruimte. Het plan werd in 2008 door de gemeenteraad van Den Helder vastgesteld.
De looptijd van de exploitatie van zeestad liep oorspronkelijk tot 2012. Dit is later enkele keren verlengd tot uiteindelijk 1 januari 2025. In november 2024 werd bekend dat aandeelhouder provincie Noord-Holland per 1 januari 2025 uit Zeestad zou stappen. De aandelen van de provincie werden voor een euro overgenomen door de gemeente.
Voordat de provincie uit de organisatie stapte werd er al enkele jaren gezocht naar de toekomstige rol van Zeestad. Het college van de gemeente noemde dat in het coalitieakkoord uit 2022 Zeestad 2.0. Een van de rollen die het college en Zeestad zagen waren vergroting van het werkgebied tot buiten het stadshart. In 2025 wordt meer bekend over de toekomst van Zeestad en tot die tijd mag de organisatie alleen nog lopende projecten afmaken.

## Uitwerkingsplan Stadshart en ontwikkelingen
Het Uitwerkingsplan Stadshart werd in 2008 vastgesteld en richtte zich op het concentreren van het winkelgebied, de ontwikkeling van een stadspark, het ontwikkelen van woningen, het herpositioneren van uitgaansgelegenheden en het verbinden van de haven en de binnenstad.
Naast de ontwikkeling van gebouwen en het stadspark wordt ook de openbare ruimte in het centrum aangepakt. Als onderdeel hiervan zijn diverse grachten, woonstraten, winkelstraten en het stationsplein opnieuw ingericht.

### Winkelhart

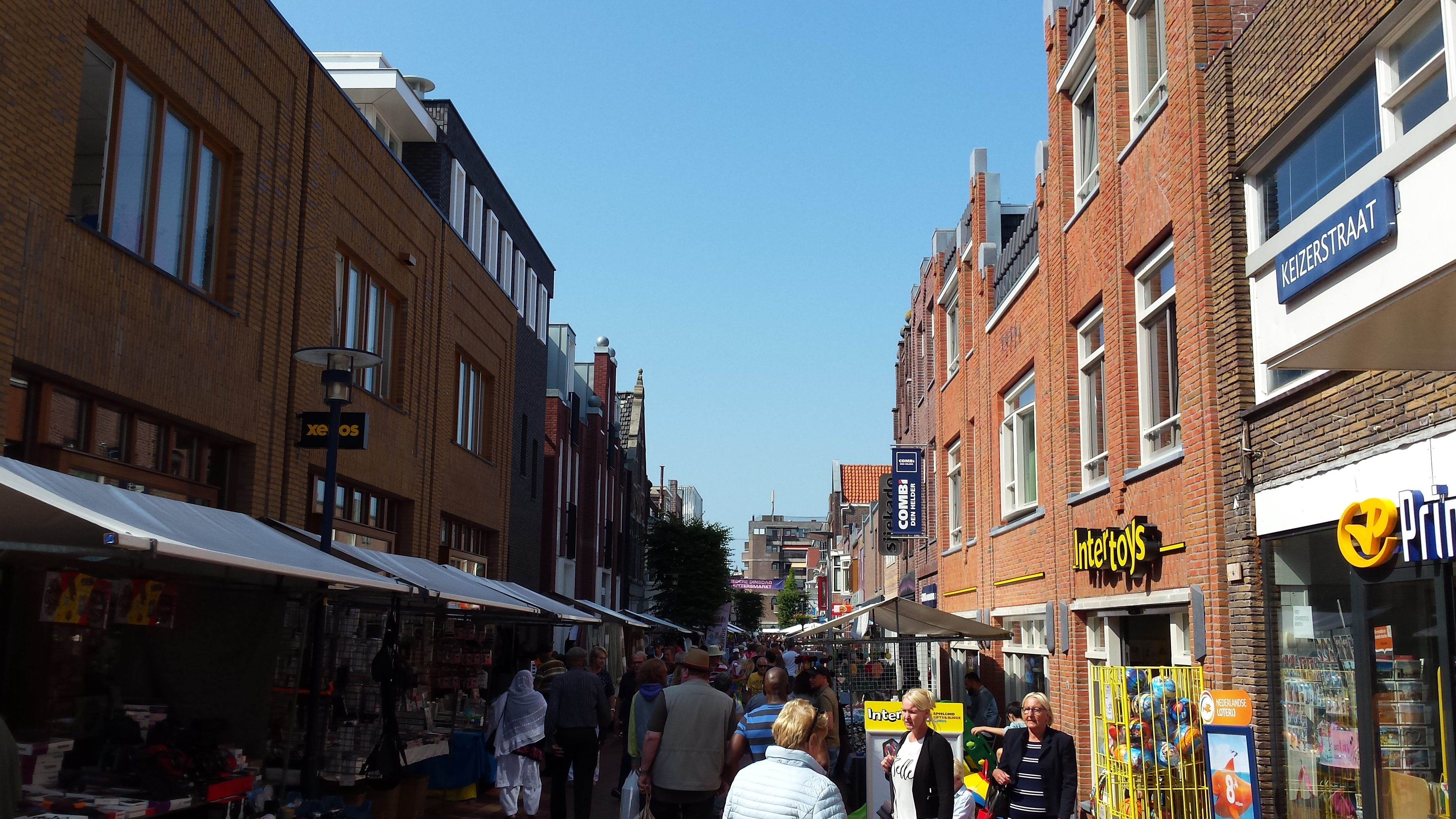
Nieuwbouwpanden en nieuwe gevels in de Keizerstraat

Door onder andere de opkomst van webwinkels nam het aantal winkels in het centrum van Den Helder af waardoor winkelpanden leeg kwamen te staan. Door het verkleinen van het winkelgebied tot de Beatrix-, Keizer- en Spoorstraat (deels) moest een aantrekkelijkere winkelroute ontstaan met minder leegstaande panden. Vrijgekomen panden in de overige straten werden en worden gesloopt en vervangen door nieuwbouwwoningen. Deze nieuwbouw wordt uitgevoerd door Woningstichting Den Helder.
Voor het centrum van Den Helder, de winkelstraten, werd een gevelrenovatiefonds opgericht. Hierdoor kunnen eigenaren van panden subsidie krijgen om gevels op te knappen wanneer de ontwerpen voldoen aan bepaalde eisen.
Midden in het stadshart staat winkelcentrum Kroonpassage dat werd gebouwd in de jaren 1990. Het kampte met leegstand en is sinds eind 2024 gesloten in afwachting van sloop. Het is de bedoeling dat er een Jumbo met parkeerterrein op deze locatie komt.

### Stadspark

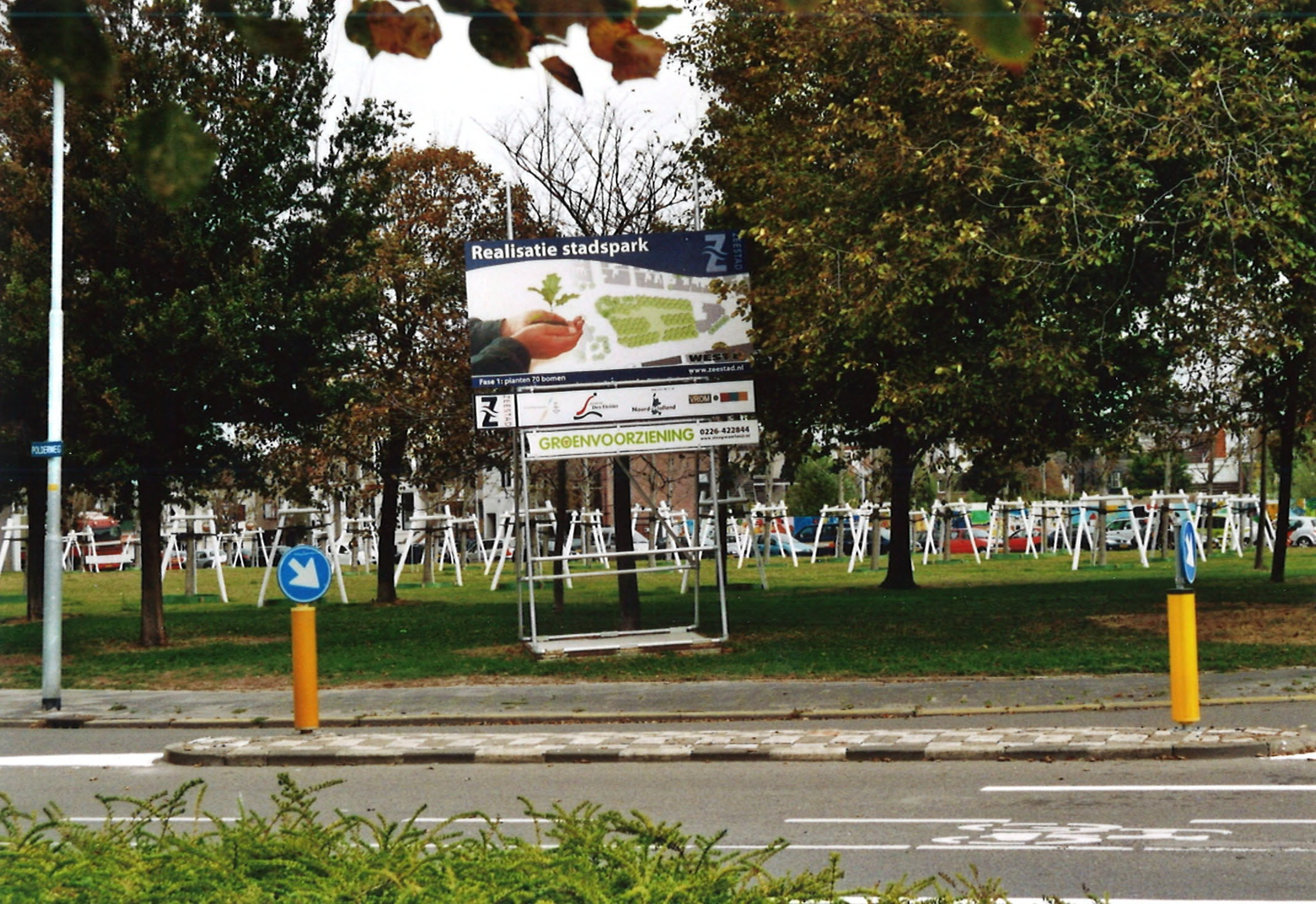
Ontwikkeling van het Stadspark in 2009

Een onderdeel van de stadsvernieuwing is het aanleggen van het Stadspark tussen Station Den Helder en het Helders Kanaal. Voor de aanleg van het park moesten een aantal gebouwen wijken, waaronder Schouwburg De Kampanje.

### Willemsoord
Onderdeel van het plan was ook de verplaatsing van de (nacht)horeca uit de Koningstraat naar voormalig Rijkswerf Willemsoord. De schouwburg en het stadhuis kregen ook een plek in het museumhavengebied. Daarnaast werd het zogenaamde Schuine Pad, een pad met bomen, weer teruggebracht in het stenige gebied.
Het kantoor van Zeestad bevindt zich op Willemsoord.

### Woningen
Naast de woningen in het (voormalige) winkelgebied is Zeestad betrokken bij enkele andere woningbouwprojecten.

#### Molenplein

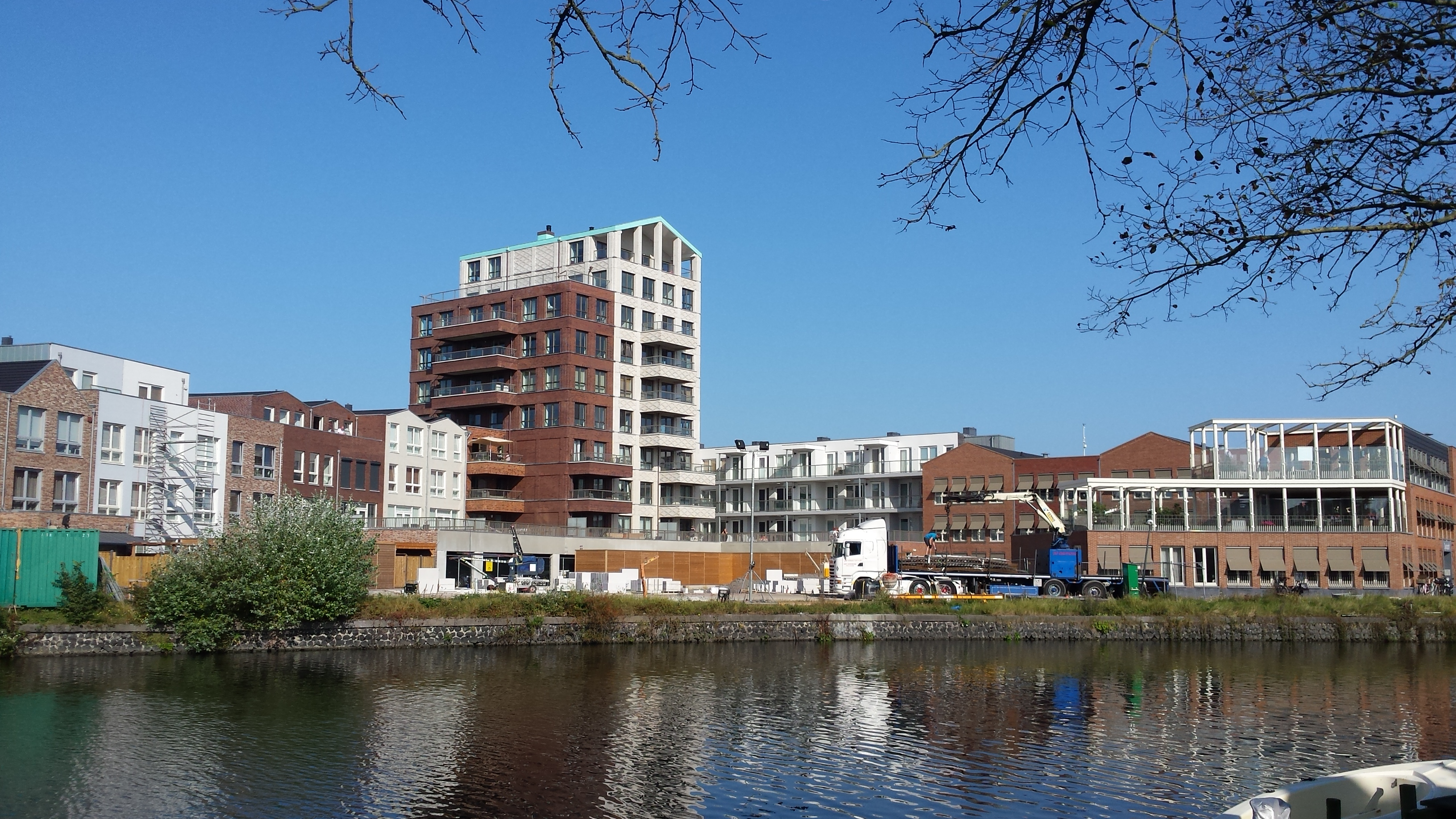
Nieuwbouwwoningen Molenplein

Panden in het gebied rond het Molenplein, tussen de Kanaalweg en het Nieuwe Kerkplein, werden in de Tweede Wereldoorlog op last van de bezetter gesloopt om plaatst te maken voor de Atlantikwall. Na de oorlog kwamen hier een school en een parkeerterrein. De ontwikkeling van deze locatie langs de provinciale weg naar Texel was een van de eerste projecten van Zeestad. De school werd gesloopt en op de locatie van het parkeerterrein werden in 2010 de woningen van de eerste fase gebouwd door ontwikkelaar Proper-Stok. Het project werd ook wel De Grachtengordel genoemd en er werden moderne grachtenpanden gebouwd aan de Keizersgracht en Weststraat.
De volgende fase die werd gebouwd was zorgcomplex Dyckzicht in 2016, gevolgd door Over het Wad in 2019. Over het Wad bestaat uit herenhuizen, grachtenpanden en een woontoren van 10 bouwlagen met uitzicht over het Marsdiep. De laatste fase zal worden opgeleverd in 2025 en bestaat net als de eerste fase uit grachtenpanden.

#### Dijkkwartier
Al in het Uitwerkingsplan Stadshart werd gesproken over de ontwikkeling van woningen tussen het Helders Kanaal en de zeedijk. Dit werd toen nog Dijkbuurt genoemd, later heette het project Dijkzone. Bij het concreter worden van de plannen kreeg het project de naam Dijkkwartier. Voor dit project werken de gemeente, Zeestad, Woningstichting Den Helder en Hoogheemraadschap Hollands Noorderkwartier samen. Het is de bedoeling dat woningen gedeeltelijk op een verbreedde dijk komen te staan die het achterland voor minimaal tweehonderd jaar kan beschermen. Naast het bouwen van woningen willen de ontwikkelaars door middel van het project ook de stad beter met de zee verbinden.

## Organisatiestructuur
Zeestad is een cv/bv met de provincie en de gemeente als commanditaire vennooten. Beide overheidsorganisaties bezaten oorspronkelijk 49,5% van de aandelen in Zeestad en de bv bezit de overige procent. De provincie en gemeente waren beiden voor 50% aandeelhouder van de bv. De bv wordt bestuurd door de directeur van Zeestad die gekozen worden door de algemene vergadering van aandeelhouders.

### Directeuren
- 2007-2021: Ferdinand Vreugdenhil
- 2021-heden: Marichel Weel

## Kritiek en waardering
In 2018 werden er, naar aanleiding van een door enkele burgers aangespannen rechtszaak, kamervragen gesteld over de Zeestad. Volgens minister Ollongren was de privaatrechtelijke constructie zoals die het geval is bij Zeestad toegstaan volgens de wet. Diverse lokale politieke partijen zijn tegenstander of tegenstander geweest van Zeestad. Met name vanwege de beperkte zeggenschap die de gemeente heeft over ontwikkelingen in de stad.
In 2020 werd Zeestad genomineerd voor de Gouden Piramide vanwege de consistente en voortvarende aanpak van het centrumgebied van Den Helder.